# Alexandre de Habsbourg-Lorraine
Alexandre Léopold Ferdinand de Habsbourg-Lorraine, né le 6 juin 1825 au palais royal de Buda en Hongrie et mort au même lieu le 12 novembre 1837, est un archiduc d'Autriche.

## Biographie

### Famille
L'archiduc Alexandre, né au palais de Budavár en Hongrie le 6 juin 1825, est le second fils et le cinquième enfant de l'archiduc palatin de Hongrie Joseph de Habsbourg-Lorraine (1776-1847). Il est le fils aîné de la duchesse Marie-Dorothée de Wurtemberg (1797-1855), troisième épouse de son père,.
Alexandre de Habsbourg-Lorraine a une demi-sœur, Alexandrine, née et morte au palais de Buda le 8 mars 1801, fille de la grande-duchesse de Russie Alexandra Pavlovna de Russie (1783-1801), première épouse de l'archiduc Joseph, morte après l'avoir mise au monde. L'archiduc Joseph s'était remarié en 1815 avec la princesse Hermine d'Anhalt-Bernbourg-Schaumbourg-Hoym (1797-1817), elle aussi morte en couches après avoir donné le jour à des jumeaux : Hermine (1817-1842), devenue princesse-abbesse du chapitre impérial des Dames nobles de Prague, et Étienne (1817-1867), palatin de Hongrie, mort sans alliance.
L'archiduc Alexandre a quatre frères et sœurs issus de l'union de ses parents, l'archiduc Joseph et la duchesse Marie-Dorothée : 
- Élisabeth (née et morte en 1820),
- Élisabeth (1831-1903), mariée à deux reprises, dont descendance,
- Joseph (1833-1905), palatin de Hongrie,
- Marie-Henriette (1836-1902), reine des Belges en qualité d'épouse du roi Léopold II[4].

### Jeunesse et mort
Alexandre est décrit comme un garçon vif et gentil. Si bien qu'il était le préféré de son père, qui est bouleversé par la mort de l'archiduc, âgé de douze ans, au palais de Buda, après une courte maladie, le 12 novembre 1837, à 12 h 44, en présence de sa famille. Il est inhumé, lors d'une cérémonie privée, selon les rites ecclésiastiques traditionnels, dans la crypte palatinale (en) de Budapest, rompant avec la tradition familiale selon laquelle les défunts étaient inhumés dans la crypte des Capucins de Vienne.

## Analyses médico-légales

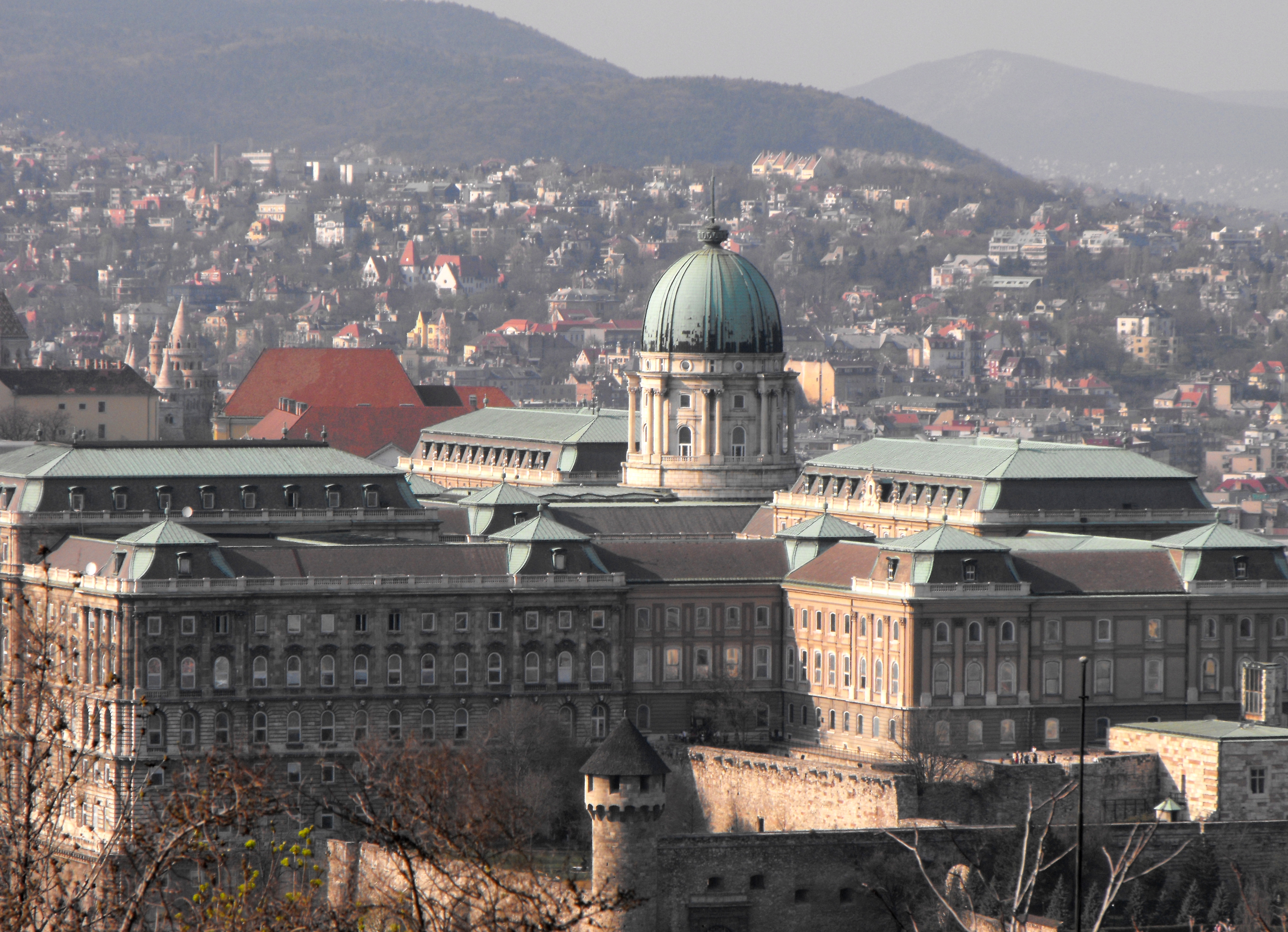
Le palais de Budavár, où fut élevé Alexandre.

En 1985, l'archéologue du Musée d'histoire de Budapest, László Zolnay, et le directeur général de la Galerie nationale hongroise, Pogány Ö. Gábor, ont été chargés de procéder à une identification anthropologique des morts enterrés dans la crypte palatine, dans l'une des parties du château de Buda, endommagée pendant la Seconde Guerre mondiale et pillée à plusieurs reprises, afin que le lieu de sépulture puisse être présenté à nouveau au public après la restauration des sépultures. Les scientifiques ont donc analysé a posteriori les causes des décès des défunts inhumés dans la crypte palatine de Budapest. 
En ce qui regarde l'archiduc Alexandre, les scientifiques évoquent une infection évoluant rapidement en fièvre, en soulignant que le défunt est mort au cinquième jour de sa maladie après avoir reçu les derniers sacrements. Les spécialistes n'ont pu déterminer s'il est mort de la scarlatine ou du typhus, maladie épidémique à Budapest dans les années 1835 à 1837.

## Galerie

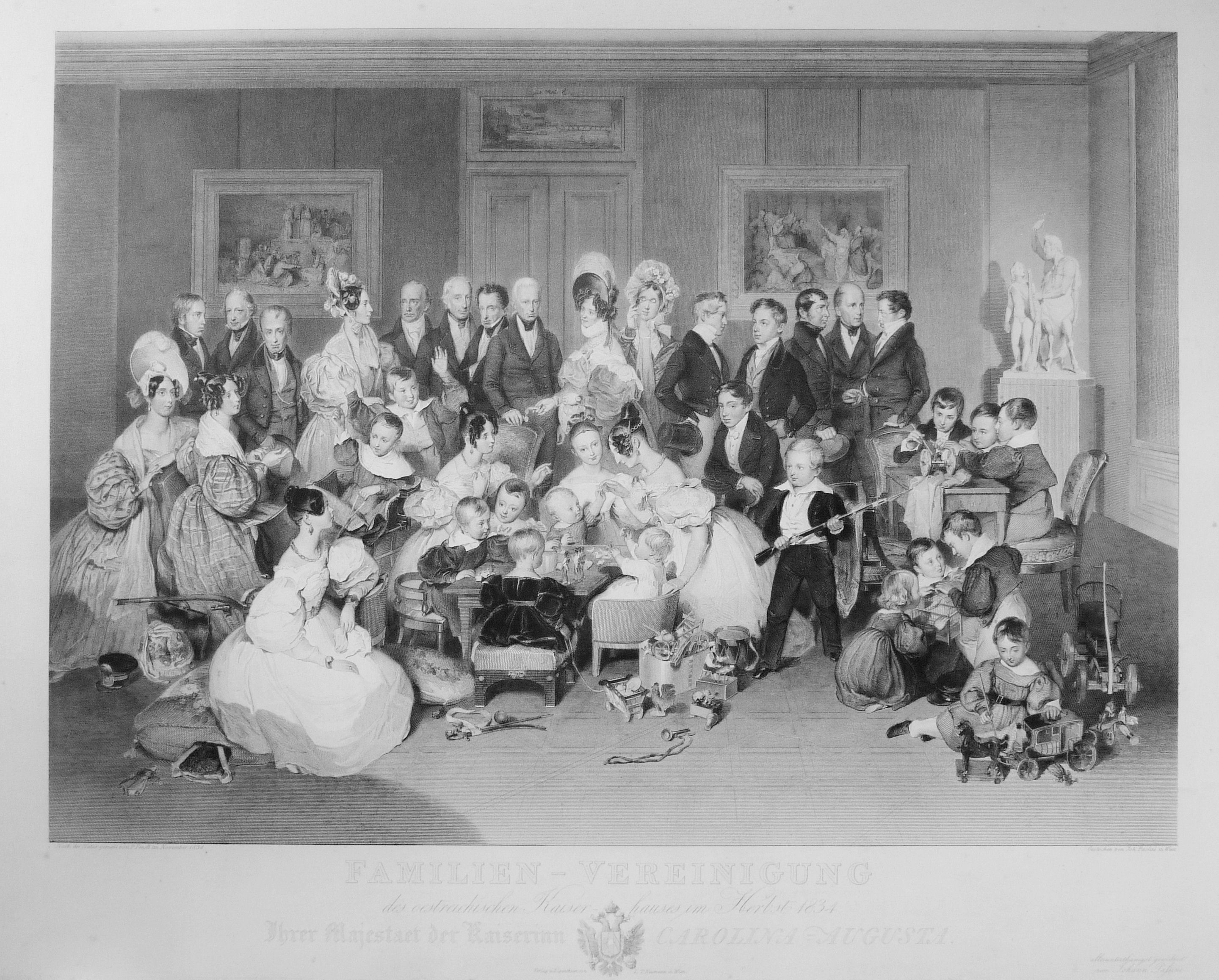
François Ier d'Autriche et sa famille (1834), par Johann Nepomuk Passini (de). Alexandre est l'enfant debout, tenant un fusil
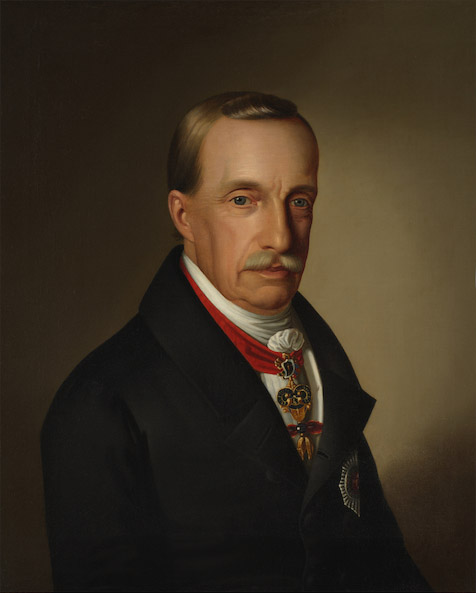
Joseph de Habsbourg-Lorraine (1776-1847) (son père) 1846, par Anton Einsle (de)
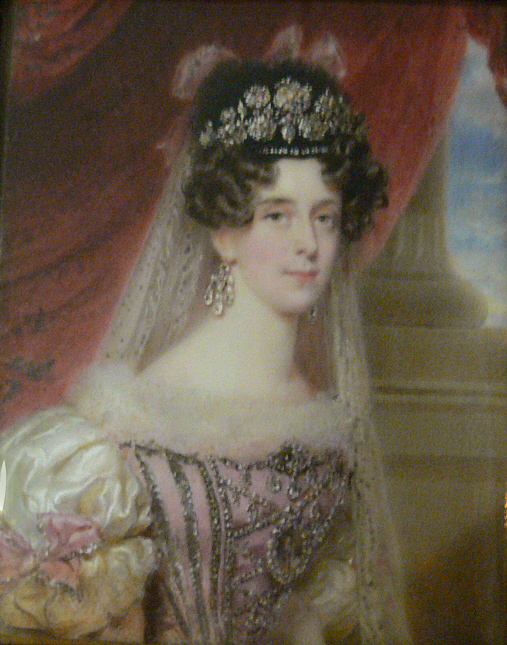
Marie-Dorothée de Wurtemberg (sa mère), vers 1845, par Moritz Michael Daffinger